# Каджи-Сай
Каджи-Сай (кирг. Кажы-Сай) — село (в 1947—2012 годах — посёлок городского типа) в Тонском районе Иссык-Кульской области Кыргызстана.

## История
Населённый пункт возник в 1947 году в связи с разработкой месторождения бурого угля. В посёлке был построен экспериментальный электротехнический завод. 12 августа 2017 года прошло празднование 70-летия Каджи-Сая.

## География
Расположено на южном берегу озера Иссык-Куль. Через село проходит автодорога Балыкчы — Каракол.

## Население
В 1970 году в посёлке проживали около 7000 человек. По данным 2009 года, в селе насчитывалось 4222 человека.

## Инфраструктура
В селе есть средняя школа имени А.С. Пушкина, музыкальная школа, музей,  библиотека, больница, аптеки, почта, аллея ветеранов ВОВ, клуб, спортивный зал «Эдельвейс», мечеть, дом молитвы, магазины, кафе и гостевые дома.